# Diandrolyra
Diandrolyra  Stapf é um género botânico pertencente à família Poaceae, subfamília Bambusoideae, tribo Olyreae.
As espécies do gênero ocorrem na América do Sul.

## Espécies
- Diandrolyra bicolor Stapf
- Diandrolyra tatianae  Soderstr. & Zuloaga